# 毛果泽兰
毛果泽兰（学名：Eupatorium shimadai）是菊科泽兰属的植物。分布在台湾以及中国大陆的福建等地，生长于海拔1,400米的地区，常生于山坡草地以及海滨崖上，目前尚未由人工引种栽培。